# Museo del tsunami de Aceh
El Museo del tsunami de Aceh (en indonesio: Museum Tsunami Aceh) está ubicado en Banda Aceh, Indonesia, es un museo concebido como un recordatorio simbólico del terremoto y tsunami de 2004 en el Océano Índico, así como un centro educativo y un refugio de emergencia de desastres en caso de que el área sea afectada por un tsunami de nuevo.
El Museo del Tsunami Aceh fue diseñado por el arquitecto indonesio Ridwan Kamil. El museo es de 2.500 m² y una estructura de cuatro pisos, sus paredes son largas y curvas cubiertas de relieves geométricos.